# Makadam (Album)
Makadam ist das dritte Studioalbum des Rappers Olexesh. Es erschien am 21. Oktober 2016 über das Frankfurter Independent-Label 385idéal und wird über Groove Attack vertrieben.

## Hintergrund
Das Album wurde am 1. Juli 2016 auf YouTube angekündigt. Die Songs Weyauu, Geboren in der Großstadt, Russki Kanak und 64 Kammern wurden bereits vorab als Videosingles auf YouTube veröffentlicht. Das Album erschien schließlich am 21. Oktober 2016 auf digitalen Vertriebswegen, auf CD, als Doppel-Vinyl sowie als Boxset. Unter anderem sind Gzuz, Haftbefehl und Xatar auf dem Album mit Gastbeiträgen vertreten.
Der Albumtitel ist angelehnt an den Begriff Makadam, der für eine spezielle Bauweise von Straßen steht. Somit nimmt Olexesh Bezug auf das Straßenleben in Darmstadt-Kranichstein, wo er den Großteil seiner Jugend verbrachte. Auf dem Album werden unter anderem klassische Straßenrap-Themen wie Drogenhandel und Prostitution thematisiert, aber auch Olexeshs ukrainische Heimatstadt Kiev wird thematisiert, unter anderem auf dem Song Geboren in der Großstadt.

## Covergestaltung
Auf dem Cover des Albums sieht man Olexeshs Mutter, wie sie den jungen Olexesh im Kinderwagen eine leere Straße entlangschiebt. Im Hintergrund befindet sich die seinerzeit noch im Bau befindliche Hochhaussiedlung in Darmstadt-Kranichstein. Das Cover basiert auf einer Schwarzweißfotografie, die im Jahr 1970 von einem Pressefotografen des Darmstädter Echos aufgenommen wurde. Für die Gestaltung des Covers montierte Olexesh eine Aufnahme seiner Mutter mit Kinderwagen in das Foto, die er zuvor in einem alten Fotoalbum gefunden hatte.

## Titelliste
| #  | Titel                                     | Produzenten    | Länge |
| -- | ----------------------------------------- | -------------- | ----- |
| 1  | 64 Kammern                                | PzY            | 4:21  |
| 2  | Weyauu                                    | PzY            | 3:00  |
| 3  | Russki Kanak                              | Brenk Sinatra  | 3:00  |
| 4  | Krakadil (feat. Gzuz)                     | Bounce Brothas | 5:09  |
| 5  | Mutprobe                                  | m3             | 2:53  |
| 6  | Buyaka                                    | Brenk Sinatra  | 3:01  |
| 7  | Makadam                                   | PzY            | 3:22  |
| 8  | Moonwalk (feat. Celo & Abdi)              | ODA            | 4:16  |
| 9  | Drunken Masta                             | Bazzazian      | 3:26  |
| 10 | Bugs & Bunnies (feat. Haftbefehl & Xatar) | Bazzazian      | 4:25  |
| 11 | Alles für dich                            | DJ Desue       | 2:59  |
| 12 | Ich mach das                              | DJ Desue       | 2:57  |
| 13 | Hundeblick                                | Maestro        | 2:37  |
| 14 | Walkman                                   | PzY            | 3:44  |
| 15 | Schwarzfahr'n (feat. Nimo)                | Dizzee         | 4:30  |
| 16 | Geboren in der Großstadt                  | m3             | 3:30  |

Bonus-CD
| #  | Titel                | Produzenten | Länge |
| -- | -------------------- | ----------- | ----- |
| 17 | Lowkick              | BeatColoss  | 3:34  |
| 18 | Tödliche Versprechen | m3          | 3:20  |
| 19 | Uff                  | Bazzazian   | 3:16  |
| 20 | Bratan läuft         | m3          | 3:12  |
| 21 | Wodis auf Ice        | m3          | 3:02  |

## Rezeption
Das Hip-Hop-Magazin Juice vergab vier von sechs möglichen Kronen und hob besonders die Intention des Albumtitels hervor:

„Lieblos und hektisch ist die makadamsche Welt, in der so was wie Ein-echter-Mann-sein dich davor bewahren soll, zu zerbrechen. Das macht zwar keinen Spaß, sichert aber immerhin dein Überleben in einer Umgebung, in der der Teufel gebietet – sei es in Form von Drogen, Geld oder Verrätern. […] 21 Tracks stark, ist Makadam gelungene Selbst- und Außenbetrachtung, die sich nur hier und da noch von konservativen Vorstellungen lösen könnte.“

Steffen Bauer vom Online-Magazin MZEE kritisierte das Album vor allem für seine sprachlichen und inhaltlichen Mängel:

„Alles in allem ist „Makadam“ kein schlechtes Album. Auf treibenden Beats von Top-Produzenten wie DJ Desue, Brenk Sinatra oder M3, die den energetischen Rapper gut unterstützen, versteht es Olexesh, seine Stärken größtenteils auszuspielen. Er rappt technisch versiert über das Leben auf der Straße. Dennoch fallen die vorhandenen Mängel wie die […] sprachlichen Schwächen oder das unsägliche Slut Shaming auf Hundeblick so sehr ins Gewicht, dass man nicht von einem wirklich guten Album sprechen kann.“

Das Online-Magazin Laut.de bewertete das Album mit drei von fünf möglichen Sternen. Rezensent Florian Peking schrieb: „Der hohen Releasedichte und den Ermüdungserscheinungen zum Trotz ist Makadam insgesamt eine unterhaltsame Platte geworden. Olexesh spielt seine Stärken, nämlich die Energie, Raptechnik und das richtige Händchen für atmosphärische Beats oft genug aus und kreiert so Straßenrapbanger, die modern und eigen klingen.“ Till Arndt von Rap.de fand ähnliche Worte für das Album und urteilte: „Olexesh erzeugt in seinen Texten dichte Bilder und rappt diverse synthetische Beatbretter in Grund und Boden – all das ohne künstlichen roten Faden oder verkopfte Inhalte.“

## Chartplatzierungen
Makadam stieg am 28. Oktober 2016 auf Position zwei in die deutschen Albumcharts ein und konnte sich insgesamt fünf Wochen in den Top 100 halten. Damit erreichte es die bis dahin beste Chartplatzierung für Olexesh in Deutschland. Zudem belegte das Album in derselben Woche den ersten Platz in den deutschen Hip-Hop-Charts und blieb dort fünf Wochen in den Top 10. in Österreich schaffte es das Album auf Platz zehn, in der Schweiz erreichte es Position vier.
| ChartsChartplatzierungen | Höchstplatzierung | Wochen |
| ------------------------ | ----------------- | ------ |
| Deutschland (GfK)        | 2 (5 Wo.)         | 5      |
| Österreich (Ö3)          | 10 (2 Wo.)        | 2      |
| Schweiz (IFPI)           | 4 (3 Wo.)         | 3      |